# Mieruko-chan. Dziewczyna, która widzi więcej
Mieruko-chan. Dziewczyna, która widzi więcej (jap. 見える子ちゃん Mieruko-chan) – manga autorstwa Tomokiego Izumiego, publikowana na łamach internetowego serwisu Comic Walker wydawnictwa Kadokawa Shoten od listopada 2018.
Na podstawie mangi powstał 12-odcinkowy telewizyjny serial anime wyprodukowany przez studio Passione, który emitowano od października do grudnia 2021.

## Fabuła
Miko to typowa licealistka, której życie wywraca się do góry nogami, gdy nagle zaczyna widzieć makabryczne i ohydne potwory. Pomimo całkowitego przerażenia Miko kontynuuje swoje codzienne życie udając, że nie zauważa horroru, który ją otacza. Musi znieść strach, aby uchronić siebie i swoją przyjaciółkę Hanę przed niebezpieczeństwem, nawet jeśli oznacza to stawienie czoła najgorszemu.

## Bohaterowie
- Miko Yotsuya (jap. 四谷 みこ Yotsuya Miko)

Seiyū: Sora Amamiya 
- Hana Yurikawa (jap. 百合川 ハナ Yurikawa Hana)

Seiyū: Kaede Hondo 
- Yulia Niguredō (jap. 二暮堂 ユリア Niguerdō Yuria)

Seiyū: Ayane Sakura 
- Zen Tohno (jap. 遠野 善 Tōno Zen)

Seiyū: Yūichi Nakamura 
- Matka Chrzestna (jap. ゴッドマザー Goddomazā)

Seiyū: Ikuko Tani 
- Kyōsuke Yotsuya (jap. 四谷 恭介 Yotsuya Kyōsuke)

Seiyū: Yumiri Hanamori 
- Tōko Yotsuya (jap. 四谷 透子 Yotsuya Tōko)

Seiyū: Hitomi Nabatame 
- Mamoru Yotsuya (jap. 四谷 真守 Yotsuya Mamoru)

Seiyū: Kohsuke Toriumi 
- Junji Rōsoku (jap. ロウソク淳二 Rōsoku Junji)

Seiyū: Nobuo Tobita 

## Manga
Pierwszy rozdział mangi został opublikowany 2 listopada 2018 w witrynie ComicWalker wydawnictwa Kadokawa. Następnie 22 kwietnia 2019 wydawnictwo Kadokawa Shoten rozpoczęło publikację serii formie tomów tankōbon. Według stanu na 23 października 2024, do tej pory wydano 11 tomów.
Poza Japonią manga wydawana jest w Ameryce Północnej nakładem wydawnictwa Yen Press, natomiast w Polsce prawa do mangi nabyło wydawnictwo Studio JG, o czym poinformowano 18 lutego, a premiera odbyła się 6 maja 2022 w trakcie Wiosennego Festiwalu Mangowego w sieci sklepów Yatta.pl.
| Nr | Język japoński       | Język japoński         | Język polski         | Język polski           |
| Nr | Data wydania         | ISBN                   | Data wydania         | ISBN                   |
| -- | -------------------- | ---------------------- | -------------------- | ---------------------- |
| 1  | 22 kwietnia 2019     | ISBN 978-4-04-065658-8 | 6 maja 2022          | ISBN 978-83-8001-897-6 |
| 2  | 21 października 2019 | ISBN 978-4-04-064092-1 | 13 lipca 2022        | ISBN 978-83-8001-940-9 |
| 3  | 21 marca 2020        | ISBN 978-4-04-064498-1 | 26 października 2022 | ISBN 978-83-8257-018-2 |
| 4  | 23 września 2020     | ISBN 978-4-04-064898-9 | 5 stycznia 2023      | ISBN 978-83-8257-071-7 |
| 5  | 22 marca 2021        | ISBN 978-4-04-680257-6 | 10 marca 2023        | ISBN 978-83-8257-105-9 |
| 6  | 22 października 2021 | ISBN 978-4-04-680715-1 | 24 maja 2023         | ISBN 978-83-8257-168-4 |
| 7  | 22 marca 2022        | ISBN 978-4-04-681219-3 | 31 sierpnia 2023     | ISBN 978-83-8257-212-4 |
| 8  | 21 października 2022 | ISBN 978-4-04-681772-3 | 15 marca 2024        | ISBN 978-83-8257-297-1 |
| 9  | 23 maja 2023         | ISBN 978-4-04-682240-6 | 11 marca 2025        | ISBN 978-83-8257-348-0 |
| 10 | 22 lutego 2024       | ISBN 978-4-04-682879-8 | —                    |                        |
| 11 | 23 października 2024 | ISBN 978-4-04-683993-0 | —                    |                        |

## Anime
Adaptacja w formie telewizyjnego serialu anime została zapowiedziana 17 marca 2021. Serial został zanimowany przez studio Passione i wyreżyserowany przez Yukiego Ogawę wraz z Takahiro Majimą i Shintarō Matsushimą jako asystentami reżysera. Scenariusz napisał Kenta Ihara, funkcję głównego reżysera animacji oraz projektanta postaci pełnił Chikashi Kadekaru, natomiast potwory zaprojektował Makoto Uno. Muzykę do serialu skomponowała Kana Utatane. Sora Amamiya wykonała motyw przewodni „Mienai kara ne!?” (jap. 見えないからね!?), jak również motyw końcowy „Mita na? Mita yo ne?? Miteru yo ne???” (jap. ミタナ？ミタヨネ？？ミテルヨネ？？？). Anime było emitowane od 3 października do 19 grudnia 2021 w stacjach AT-X, Tokyo MX, KBS Kyoto, SUN i BS NTV. Licencję na serial poza Azją nabyło Funimation. Z kolei prawa do dystrybucji w Azji Południowej i Południowo-Wschodniej uzyskało Muse Communication.
10 grudnia 2021 Funimation ogłosiło, że seria otrzyma angielski dubbing, którego premiera odbyła się 12 grudnia.

### Lista odcinków
| №  | Tytuł                                                         | Premiera             |
| -- | ------------------------------------------------------------- | -------------------- |
| 1  | Can You See Them? Mieru? (見える？)                           | 3 października 2021  |
| 2  | She Totally Sees Them Chō Mieru (超見える)                    | 10 października 2021 |
| 3  | She Still Sees Them Mada Mieru (まだ見える)                   | 17 października 2021 |
| 4  | Yep, She Sees Them Yappari Mieru (やっぱり見える)             | 24 października 2021 |
| 5  | She Sees Them, Too Watashi mo Mieru (ワタシも見える)          | 31 października 2021 |
| 6  | She Sees Real Crazy Ones Sugoi no Mieru (スゴいの見える)      | 7 listopada 2021     |
| 7  | Did You See That? Mita? (見た？)                              | 14 listopada 2021    |
| 8  | The Things She Sees Mieteru Mono (見えてるもの)               | 21 listopada 2021    |
| 9  | Things She’s Seen Before Mita Koto Aru (見たことある)         | 28 listopada 2021    |
| 10 | Don’t Look Miru na (見るな)                                   | 5 grudnia 2021       |
| 11 | She Looks Miru? (見る？)                                      | 12 grudnia 2021      |
| 12 | The Girl Who Sees, Mieruko-chan Mieruko-chan (見える子ちゃん) | 19 grudnia 2021      |